# ۱۶۳۹ (میلادی)
۱۶۳۹ (میلادی) هزار و ششصد و سی و نهمین سال تقویم میلادی است.

## درگذشتگان
- ۲۱ مه – توماسو کامپانلا، نویسنده و فیلسوف ایتالیایی (ز. ۱۵۶۸)